# Bryne Fotballklubb 2006
Questa voce raccoglie le informazioni riguardanti il Bryne Fotballklubb nelle competizioni ufficiali della stagione 2006.

## Rosa
| N. |                       | Ruolo | Calciatore           |
| -- | --------------------- | ----- | -------------------- |
| 1  | Norvegia (bandiera)   | P     | Roger Eskeland       |
| 2  | Norvegia (bandiera)   | D     | Jørn Hagen           |
| 3  | Norvegia (bandiera)   | D     | Ronny Espedal        |
| 4  | Norvegia (bandiera)   | D     | Knut Sirevåg         |
| 5  | Finlandia (bandiera)  | D     | Jaakko Nyberg        |
| 6  | Norvegia (bandiera)   | C     | Jarle Steinsland     |
| 7  | Norvegia (bandiera)   | A     | Vidar Nisja          |
| 8  | Norvegia (bandiera)   | C     | Jarle Mong           |
| 9  | Sudafrica (bandiera)  | C     | Quinton Jacobs       |
| 11 | Norvegia (bandiera)   | A     | Håvard Sakariassen   |
| 11 | Norvegia (bandiera)   | A     | Tommy Bergersen      |
| 12 | Portogallo (bandiera) | P     | Nuno Marques         |
| 12 | Norvegia (bandiera)   | P     | Karl Fredrik Røsland |
| 14 | Norvegia (bandiera)   | D     | Magnus Ueland        |
| 15 | Lituania (bandiera)   | C     | Rytis Leliūga        |

| N. |                         | Ruolo | Calciatore            |
| -- | ----------------------- | ----- | --------------------- |
| 15 | Norvegia (bandiera)     | C     | Espen Hægeland        |
| 16 | Norvegia (bandiera)     | C     | Kai Ove Stokkeland    |
| 17 | Norvegia (bandiera)     | C     | Bjørn Yngvar Kydland  |
| 18 | Norvegia (bandiera)     | C     | Henning Rugland       |
| 19 | Norvegia (bandiera)     | A     | Cato Hansen           |
| 20 | Norvegia (bandiera)     | D     | Cato André Hansen     |
| 20 | Norvegia (bandiera)     | A     | Tommy Høiland         |
| 21 | Norvegia (bandiera)     | D     | Anders Særvold        |
| 22 | Kenya (bandiera)        | A     | Paul Oyuga            |
| 23 | Norvegia (bandiera)     | A     | Marius Helle          |
| 24 | Norvegia (bandiera)     | P     | Bernhard Nyheim       |
| 25 | Norvegia (bandiera)     | D     | Jan Tore Lende Fadnes |
| 25 | Norvegia (bandiera)     | D     | Oddgeir Salte         |
| 26 | Sierra Leone (bandiera) | D     | Mohammed Rashid       |
| 44 | Danimarca (bandiera)    | A     | Allan Borgvardt       |